# Alaskas Permanenta Fond
Alaskas Permanenta Fond är en fond ur vilken medborgarna i Alaska får del av delstatens intäkter från olje- och gasutvinningen. Fonden ägs av delstaten Alaska och medborgarna får del av fondens intäkter genom årliga dividends (andelar). Alla kvalificerade medborgare får samma belopp, vilket gör det till en delstatlig basinkomst. Förutom direkta utbetalningar av dividends gör fonden även investeringar. 

## Historik
Fonden röstades igenom av delstatens medborgare 1976 då bygget av pipeline var i slutskedet. 
1999, efter ett stort prisfall på oljan, hölls en rådgivande folkomröstning om fonden. Frågan gällde om regeringen skulle få använda en del av fondens medel till allmänna statsutgifter, istället för till basinkomst. Från regeringssidan kampanjade man för ett Ja, men omkring 84 procent av folket röstade Nej. De ville med andra ord att fonden även i fortsättningen skulle användas till basinkomst. 
Efter en tid av låga oljepriser och därmed sämre ekonomi för delstaten föreslog Alaskas guvernör Bill Walker en sänkning av ersättningen genom fonden 2015.

## Utvärderingar
Basinkomstsystemet har bidragit till att Alaska är en av de amerikanska delstater med lägst andel fattiga och störst jämlikhet. 2009 medförde basinkomsten att Alaskas medborgare fick 900 miljoner dollar i ökad köpkraft, vilket enligt ekonomen Scott Goldsmith motsvarar 10.000 nya jobb.  

## Organisation
The Permanent Fund Dividend Division handhar utbetalningarna av dividends/basinkomst. Investeringarna, som skall vara diversifierade och placerade i tillgångar med acceptabel risk, handhas av Alaska Permanent Fund Corporation, som är ett statligt ägt företag. 